# 사토 가즈키 (1993년)
사토 가즈키(일본어: 佐藤 和樹, 1993년 5월 18일 ~ )는 일본의 축구 선수이다.

## 구단 경력
그는 2012년부터 2022년까지 J리그의 나고야 그램퍼스, 미토 홀리호크, 카탈레 도야마, 반라우레 하치노헤, 후쿠시마 유나이티드 FC에서 활동하였다.